# Svarttjärnen (Umeå socken, Västerbotten)
Svarttjärnen är en sjö i Umeå kommun i Västerbotten och ingår i Umeälven-Hörnåns kustområde. Sjön har en area på 0,0232 kvadratkilometer och ligger 115,3 meter över havet.

## Delavrinningsområde
Svarttjärnen ingår i det delavrinningsområde (708868-170506) som SMHI kallar för Utloppet av Svarttjärnen. Medelhöjden är 128 meter över havet och ytan är 0,62 kvadratkilometer. Det finns inga avrinningsområden uppströms utan avrinningsområdet är högsta punkten. Vattendraget som avvattnar avrinningsområdet har biflödesordning 2, vilket innebär att vattnet flödar genom totalt 2 vattendrag innan det når havet efter 26 kilometer. Avrinningsområdet består mestadels av skog (62 procent), öppen mark (21 procent) och jordbruk (16 procent).